# قصف خان شيخون (فبراير 2019)
في صبيحة يوم الجمعة الموافق لـ 12 شباط/فبراير 2019 بدأت قوات النظام السوري قصفَ مدينة خان شيخون والبلدات المحطية بها بعددٍ من القذائف المدفعية المحملة بقنابل عنقودية مما تسبّب في سقوط قتلى وجرحى في صفوفِ المدنيين. في اليوم ذاته؛ كرّر النظام قصفهُ المدفعي مدينتي اللطامنة وكفرزيتا وقريتي لطمين والبويضة بريف حماة الشمالي إضافة إلى منطقة الراشدين غرب حلب. في المُقابل؛ ردّ الثوار من خلال قصفٍ بالمدفعية والصواريخ استهدفَ مواقع قوات النظام في بلدة سلحب غرب حماة وذلكَ ردًا على القصف الذي طال المناطق المحررة.

## خلفيّة
توصّل مؤتمر سوتشي إلى عددٍ من النقاط من بينها التوقيع على اتفاقيّة وقف إطلاق النار في بعض المناطق بما في ذلك خان شيخون وذلك تحتَ رعاية تركيا. بالرغمِ من ذلك؛ فقد شهدَ هذا الاتفاق عدّة اختراقات من جانب النظام السوري تارة ومن جانب المعارضة تارة أخرى. تزامنًا مع القصف الأخير على خان شيخون؛ عُقدت قمة سوتشي جديدة في روسيا جمعت زعماء كل من روسيا وتركيا ثمّ إيران وأقرت بالمحافظة على اتفاقية خفض التوتر في سوريا والتفاهمات الخاصة بشأن إدلب مع ضرورة إيجاد حل لإخراج ما سمّتهُ «التنظيمات الإرهابية».
على خلفية خرق النظام الأسدي المتكرر لاتفاقية وقف إطلاق النار؛ أصدرَ المجلس المحلي في قرية أم جلال بريف حماة الغربي يوم 17 فبراير/شباط 2019 بيانًا ناشد فيه المجتمع الدولي وبخاصة تركيا الدولة الضامنة لاتفاق سوتشي وضع حد لانتهاكات ومجازر ميليشيا الأسد المستمرة بحق المدنيين.

## القصف
بحلول 12 شباط/فبراير 2019 قصفَت القوات الأسديّة مدينة خان شيخون بريف إدلب الجنوبي براجمات الصواريخ واستمرت في قصفها أربعة أيام متتاليّة. نجمَ القصف في البداية عن سقوط قتيلة واحدة مُقابل عدة إصابات في صفوف المدنيين، جراح بعضهم خطرة. تسبب القصفُ العنيف والمتوالي في ارتفاع حصيلة القتلى خلال أربعة أيام إلى 15 قتيلًا، بينهم 8 أطفال و4 نساء ثمّ سرعان ما واصل النظام هجماته ما تسبّب في سقوط 5 مدنيين آخرينَ بينهم طبيب في قلعة المضيق بريف حماة ومدينة معرة النعمان بريف إدلب.
في المُقابل قالت وكالة سانا التابعة للنظام إن الجيش السوري دمّر مواقع لجيش العزة على أطراف بلدة اللطامنة بريف حماة الشمالي، كما وُجّهت صليات صاروخية على مواقع جبهة النصرة في قرية الجيسات ردًا على اعتداءاتهم على المناطق الآمنة والنقاط العسكرية بريف حماة الشمالي؛ لكن الصور والفيديوهات التي التُقطت من المكان الذي استهدفهُ النظام أظهرت إصابات بليغة في صفوف أطفال ونساء بل سقطَ صاروخ للنظام على طفل مباشرة مما تسبب في حرقِ جسدهِ بالكامل.

### السلاح
عقبَ الهجوم العنيف من قِبل قوات النظام على المدنيين العُزل في خان شيخون وما جاورها؛ تداول ناشطون سوريون من بينهم هادي العبد الله على مواقع التواصل الاجتماعي صوراً لشظايا صواريخ غراد التي أطلقها النظام السوري والتي تُظهر أنها من صناعة مصرية حيثُ حُفرت عليها جملة «صُنع في مصر». جديرٌ بالذكر هنا أنّ النظام المصري يدعمُ بشار الأسد؛ حيثُ سبقَ للرئيس عبد الفتاح السيسي أن صرّح مؤكدًا على أنّ «بلادهُ تدعم الجيش السوري في مواجهة العناصر المتطرفة.» بل عملت مصر جليًا على محاولة استرجاع شرعية النظام السوري حينما صدرَ قرارٌ من مجلس النواب يدعو لعودة نظام الأسد لشغل مقعد بالجامعة العربية بعدما عُلّق منها بسبب همجيته في التعامل مع التظاهرات السلميّة.

## ما بعد القصف
ردًا على الهجمات المتواصلة من النظام؛ استهدفت فصائل في الجيش السوري الحر بصواريخ غراد مواقع لقوات الأسد في مدينة محردة غربي حماة إلّا أنّ الرد لم يكن عنيفًا ولم تتحدث المصادر الموالية للنظام عن سقوط قتلى أو جرحى. أمّا تركيا – التي طالما اعتُبرت داعمًا للمعارضة في وجهِ بشار – فلم تُحرك ساكنًا كما لم تُصدر أيّ بيانٍ يُدين الهجوم أو يستنكره.